# 深圳地鐵25號線
深圳地铁25号线是深圳地铁一条建设中的路线，是联系深圳市罗湖区与龙岗区、龙华区的轨道线路。一期为服务龙岗、龙华、宝安的轨道普线，覆盖沿线吉华、坂田、龙华中心等人口岗位密集区旺盛出行需求，支持坂雪岗科技城重点片区发展。深圳地铁25号线线路全长38.5千米，共设站30座；其中一期工程（吉华医院站—石龙站）全长16.2千米，设站14座，采用6节编组A型列车，设计时速80千米/小时。一期工程（吉华医院站—石龙站）已纳入深圳市城市轨道交通第五期建设规划。

## 历史
2016年，深圳市人民政府公布《深圳市轨道交通线网规划(2016-2030)规划方案》，方案提出建设深圳地铁25号线（大浪北站-布吉站），全长约21.7千米。
2021年12月27日，深圳市规划和自然资源局发布《深圳市城市轨道交通25号线交通详细规划（草案）》，规划提出建设深圳地铁25号线（石岩汽车站站-文锦渡站），全长约38.5千米。
2022年8月26日，深圳市发展和改革委员会发布《深圳市城市轨道交通第五期建设规划（2023-2028年）》环境影响评价第一次公示，拟将深圳地铁25号线一期工程（石龙站-吉华医院站）纳入《深圳市城市轨道交通第五期建设规划（2023-2028年）》。9月5日，深圳市发展和改革委员会发布《深圳市城市轨道交通第五期建设规划（2023-2028年）》环境影响评价第二次公示，再次明确将深圳地铁25号线一期工程（石龙站-吉华医院站）纳入《深圳市城市轨道交通第五期建设规划（2023-2028年）》，并公布了其具体走向和站点设置。

## 建設
2024年3月4日，深圳地鐵25號線景龍站圍擋實現全封閉，是全線首個完成圍擋全封閉的站。
2024年3月，25號線上油松站正式進入施工階段。
2024年3月14日，深圳地鐵25號線全線首個樁基於景龍站順利開鑽。
2024年5月17日，深圳地鐵25號線石凹站順利完成主體階段交通疏解，成為全線首個完成交通疏解的車站。

## 线路走向
深圳地铁25号线主要沿文锦路、清水河二路、西环路、布曼路、松联路、布龙路、环城南路（比选方案）、贝尔路、珠三角环线高速公路、工业路、人民路、华盛路、大浪北路、石龙仔路、德政路、石龙仔路（比选方案）、宝石路等通道敷设，线路长38.5公里，全线采用地下敷设方式，设站30座。应龙岗区诉求，新增环城南路通道作为比选线位，可增加对科博中心及环城南路沿线的轨道覆盖，但无法与21号线换乘；应宝安区诉求，新增规划石龙仔路通道作为比选线位，可加强对石龙仔核心区的服务，但对石龙仔路南侧德政路沿线覆盖较弱。

## 车站列表
| 车站名称   | 英文名称        | 所在区域 | 开通日期   | 换乘线路                  |
| ---------- | --------------- | -------- | ---------- | ------------------------- |
| 文锦渡     | Wenjindu        | 罗湖区   | 远期规划   |                           |
| 文锦       | Wenjin          | 罗湖区   | 远期规划   | █9号线                    |
| 新谊       | Xinyi           | 罗湖区   | 远期规划   |                           |
| 木头龙     | Mutoulong       | 罗湖区   | 远期规划   |                           |
| 儿童公园   | Children's Park | 罗湖区   | 远期规划   | █24号线（规划中）         |
| 洪湖       | Honghu          | 罗湖区   | 远期规划   | █7号线                    |
| 独树       | Dushu           | 罗湖区   | 远期规划   |                           |
| 罗湖北     | Luohu North     | 罗湖区   | 远期规划   | █14号线 █17号线（规划中） |
| 何屋       | Hewu            | 罗湖区   | 远期规划   |                           |
| 文博宫     |                 | 龙岗区   | 远期规划   |                           |
| 水径西     |                 | 龙岗区   | 远期规划   |                           |
| 三联       |                 | 龙岗区   | 远期规划   | █21号线（规划中）         |
| 吉华医院   | Jihua Hospital  | 龙岗区   | 预计2028年 | █27号线（建设中）         |
| 贝尔路     | Bei'er Road     | 龙岗区   | 预计2028年 | █10号线                   |
| 黄君山     | Huangjunshan    | 龙岗区   | 预计2028年 |                           |
| 上油松     | Shangyousong    | 龙华区   | 预计2028年 |                           |
| 油松       | Yousong         | 龙华区   | 预计2028年 | █22号线（建设中）         |
| 油福       | Youfu           | 龙华区   | 预计2028年 | █27号线（建设中）         |
| 景龙       | Jinglong        | 龙华区   | 预计2028年 |                           |
| 龙华       | Longhua         | 龙华区   | 预计2028年 | █4号线                    |
| 龙华公园   | Longhua Park    | 龙华区   | 预计2028年 |                           |
| 华富       | Huafu           | 龙华区   | 预计2028年 |                           |
| 华昌       | Huachang        | 龙华区   | 预计2028年 |                           |
| 石凹       | Shiao           | 龙华区   | 预计2028年 |                           |
| 创意城     | Creative Town   | 龙华区   | 预计2028年 |                           |
| 石龙       | Shilong         | 宝安区   | 预计2028年 |                           |
| 水田       | Shuitian        | 宝安区   | 远期规划   |                           |
| 官田       | Guantian        | 宝安区   | 远期规划   | █6号线                    |
| 石岩       | Shiyan          | 宝安区   | 远期规划   | █13号线（建设中）         |
| 石岩汽车站 |                 | 宝安区   | 远期规划   | █29号线（规划中）         |

### 線網轉乘站
- 三联站：轉乘21号线。兩線皆為遠期線路，轉乘方式未知。
- 貝爾路站：轉乘10号线。10號線建設時未作出預留，轉乘方式未知。
- 油松站：轉乘22号线。兩線皆為遠期線路，轉乘方式未知。
- 油福站：轉乘27号线。兩線皆為遠期線路，轉乘方式未知。
- 龙华站：轉乘4号线。4號線建設時未作出預留，轉乘方式未知。
- 吉华医院站：轉乘27号线。兩線該站或將一同開工建設，但轉乘方式未知。

## 车辆段及停车场
线路设置1处车辆段和1处停车场，分别为大浪西车辆段和布龙停车场，应龙华区诉求，备选石环路车辆段。其中，
大浪西车辆段位于龙华区沈海高速以南、华荣路以西，用地面积约31.3公顷。
石环路车辆段位于龙华区与宝安区交界处，石岩外环路以东、德政路以北，用地面积约30.0公顷。
布龙停车场位于龙岗区布龙路以东、水官高速以南，用地面积约13.2公顷。